# Lo specchio (film 1997)
Lo specchio (in persiano آینه‎, Āyne) è un film del 1997 scritto e diretto da Jafar Panahi.

## Trama
Per la prima volta da quando va a scuola la piccola Mina alla fine delle lezioni non trova ad attenderla la madre, che l'aveva sempre riaccompagnata a casa. Decide allora di avviarsi da sola e sale su un bus, che però non è quello giusto.
In realtà la storia di Mina è una finzione nella finzione: la bambina è infatti un'attrice che è stata scelta per sostenere proprio il ruolo di una scolaretta. A un certo punto però si rifiuterà di proseguire, abbandonando così la produzione.

## Riconoscimenti
- 1997 - Locarno Festival
  - Pardo d'oro
- 1998 - International Istanbul Film Festival
  - Tulipano d'oro

## Curiosità
- Nel documentario In film nist (2011), lo stesso Panahi, a proposito della sua condizione di interprete principale cita Lo specchio rievocando il caso dell'abbandono del set da parte della piccola protagonista.